# The Anthem of the Heart
The Anthem of the Heart (Originaltitel: 心が叫びたがってるんだ。 Kokoro ga Sakebitagatterunda, literarisch The Heart Wants to Shout, gekürzt Kokosake ここさけ) ist ein im Jahr 2015 veröffentlichter Animefilm von Tatsuyuki Nagai, der von A-1 Pictures produziert wurde. An dem Film arbeitete die gesamte Crew, die zuvor an der Animeserie Anohana und dessen Film-Adaption involviert war, erneut zusammen. Der Kinofilm erschien am 19. September 2015 in den japanischen Kinos.

## Handlung
Der Film handelt von Jun Naruse, einer Quasselstrippe. Als sie eines Tages ihren Vater sieht, wie er ein Love Hotel verlässt, erzählt sie dies ihrer Mutter, was zur Scheidung ihrer Eltern führt. Ihr Vater macht sie daraufhin verantwortlich, was sie traurig macht. Während sie weint, erscheint ihr eine Eierfee, die ihre Stimme versiegelt, sodass sie nicht mehr in der Lage ist, andere mit ihren Worten zu verletzen.
Jahre später besucht Jun die Highschool. Durch den Fluch der Fee ist sie nicht mehr in der Lage zu sprechen. Ihr Klassenlehrer Kazuki Jōshima meldet sie kurzerhand gemeinsam mit Takumi Sakagami, Natsuki Nitō und Daiki Tasaki, drei ihrer Mitschüler, im Charity-Komitee an. Auf dem Weg zum Komiteeraum, gewillt, die Mitgliedschaft im Komitee abzulehnen, hört Jun Takumi singen und ist von dessen Gesang gefesselt. Sie kommuniziert ihm die Geschichte ihrer Vergangenheit mit der Bitte ihre Worte in ein Lied zu formen, da sie hofft, dass der Fluch keinen Einfluss haben wird, wenn sie singt.
Trotz ihrer Unfähigkeit zu sprechen, lernt sie, dass sie in der Lage ist zu singen. Die Schule entscheidet, ein Musical basierend auf ihrer Geschichte in Form eines Märchens aufzuführen. Während die Schüler über das Musicalstück diskutieren, gerät Daiki mit dem übrigen Team in einen Streit, welcher von Jun, die aufgrund ihrer Versuche zu sprechen Bauchschmerzen bekommt, gestoppt wird. Takumis Sorge für Jun als Liebe fehlinterpretierend, erklärt Natsuki, dass sie ihnen beiden die Daumen drücke, trotz ihrer eigenen Gefühle für ihn.
Am nächsten Tag entschuldigt sich Daiki bei seinen Mitschülern. Während sie die nächste Zeit gemeinsam verbringen, um weitere Vorbereitungen für das Musical zu treffen, beginnt Jun Gefühle für Takumi zu entwickeln während Daiki wiederum Gefühle für Jun hat. Daiki fragt Takumi über dessen Beziehung mit Natsuki, da er gehört hat, dass sie in der Mittelschule ein Paar gewesen seien, was Takumi allerdings verneint, da Natsuki damals ihren Klassenkameraden gesagt habe, sie seien in keiner Beziehung. In der Nacht vor dem Musical fragt Takumi Natsuki über den Jungen, mit dem sie inzwischen ausgeht, woraufhin sie preisgibt, dass dieser Junge in Wirklichkeit Takumi selbst ist. Kurz darauf beschuldigt sie ihn, sich in Jun verliebt zu haben. Takumi indes antwortet, dass ser sich zwar Sorgen um Jun mache, aber nicht in sie verliebt sei. Er habe es immer bereut, nie versucht zu haben, Natsuki seine Gefühle für sie zu vermitteln, obwohl er von ihren Gefühlen wusste. Jun indes bekommt das Gespräch mit. Am Boden zerstört rennt sie davon und trifft abermals auf die Eierfee, die ihr zu verstehen gibt, dass sich der Fluch verschlimmert habe, als sie versucht habe, Takumi ihre Gefühle für ihn zu vermitteln. Jun erscheint am Tag des Musicals nicht, sodass Natsuki ihre Rolle einnimmt. Takumi macht sich infolgedessen auf die Suche nach ihr.
Er findet sie im inzwischen geschlossenen Love Hotel vom Anfang der Handlung. Zu seiner Überraschung ist sie in der Lage, normal zu sprechen. Verärgert greift sie ihn verbal an, als er ihr verstehen zu geben versucht, dass sie aus Angst nie in der Lage war, ihre Worte zu vermitteln. Um ihre Stimme ein einziges weiteres Mal zu hören, erlaubt er ihr, ihre Wut und Frustration so lange herauszuschreien, bis sie zufrieden ist. Jun offenbart ihre Gefühle für ihn, obwohl sie weiß, dass er nach wie vor in Natsuki verliebt ist. Daraufhin bedankt er sich bei ihr, da er vor ihrem Aufeinandertreffen nicht in der Lage war, seine wahren Gefühle für die Anderen zu offenbaren. Dies überzeugt Jun, am Musical teilzunehmen. Jun und Takumi erreichen die Schule rechtzeitig kurz vor der Schlussszene, und dies ermöglicht Jun zu singen und ihre Gefühle ihrer Mutter gegenüber zu vermitteln, die inzwischen realisiert, was ihre Tochter durchleben musste. Als das Musical endet, realisiert auch Jun, dass die Eierfee ihre eigene Einbildung gewesen ist, um die Schuld für ihre Lage abzugeben. Sie trifft die Entscheidung, ihr Herz zu öffnen und mit ihrer Vergangenheit versöhnlich abzuschließen.
Am Ende des Films sieht man, wie Takumi sich mit Natsuki versöhnt, während Daiki seine Gefühle für Jun offenbart.

## Produktion
Am 31. August 2014 kündigten die Filmcrews von Anohana und Toradora! ein neues Filmprojekt an. Dabei führte Tatsuyuki Nagai Regie, während das Drehbuch von Mari Okada angefertigt wurde. Für das Charakterdesign zeigte sich Masuyoshi Tanaka verantwortlich. Die Produktion übernahm das Animationsstudio A-1 Pictures. Aniplex, die den Vertrieb des Films übernahmen, wirkten gemeinsam mit Fuji TV an der Filmproduktion mit. Der Handlungsort des Films ist die japanische Stadt Chichibu in der Präfektur Saitama.
Im März 2015 wurden die Charakter-Visualisierungen sowie die Sprecher der vier Protagonisten des Films vorgestellt. Inori Minase spricht Jun Naruse, Kōki Uchiyama vertont Takumi Sakagami, Sora Amamiya spricht Natsuki Nitō und Yoshimasa Hosoya spricht Daiki Tasaki. Bereits im Februar wurde bekannt, dass Aniplex USA den Film für den nordamerikanischen Markt lizenziert habe.

## Musik
Das Titellied des Films trägt den Titel 今、話したい誰かがいる Ima, Hanashitai Dareka ga Iru und wird von der Idol-Gruppe Nogizaka46 interpretiert. Es basiert auf der Klaviersonate no. 8 in C-Moll von Ludwig von Beethoven.
Als Einspiellied im Vorspann dient das Stück Harmonia von Kotringo. Weitere im Film verwendete Titel sind Over the Rainbow, Swanee, Summertime und Greensleeves.

## Synchronisation
| Rolle           | Japanischer Sprecher (Seiyū) | Deutscher Sprecher |
| --------------- | ---------------------------- | ------------------ |
| Jun Naruse      | Inori Minase                 | Sarah Tkotsch      |
| Takumi Sakagami | Kōki Uchiyama                | Max Felder         |
| Natsuki Nitō    | Sora Amamiya                 | Leonie Öffinger    |
| Daiki Tasaki    | Yoshimasa Hosoya             | Nick Forsberg      |
| Eierfee         | Kōki Uchiyama                | Tommy Morgenstern  |
| Izumi Naruse    | Yō Yoshida                   | Wicki Kalaitzi     |
| Kazuki Jōshima  | Keiji Fujiwara               | Matthias Klie      |
| Itsuki Mishima  | Taishi Murata                | Ricardo Richter    |
| Yōko Uno        | Rie Takahashi                | Linda Fölster      |
| Asuka Eda       | Shizuka Ishigami             | Victoria Frenz     |
| Motoko Aizawa   | Takanori Ōyama               | René Dawn-Claude   |
| Toshinori Iwaki | Makoto Furukawa              | Sebastian Fitzner  |

## Veröffentlichung
Der Film kam am 19. September 2015 in die japanischen Kinos.
Der Film wurde zudem in Hongkong, im Vereinigten Königreich, Deutschland, Frankreich, in den Vereinigten Staaten, Singapur, Indonesien und Taiwan gezeigt.

## Erfolg
Anthem of the Heart war ein Wettbewerbsfilm beim Annecy International Animation Festival im Jahr 2016. Der Film erhielt eine Nominierung bei den Japanese Academy Awards in der Kategorie Bester Animationsfilm. Auch gewann der Film bei den BeTV Awards einen Preis in der Kategorie Bester Animationsfilm. Bei den Newtype Anime Awards landete der Film auf dem vierten Platz in der Kategorie Best Picture (Film Division), sowie auf Platz sechs in der Kategorie Beste Filmmusik. Inori Minase wurde als beste Synchronsprecherin ausgezeichnet.
Im November des Jahres 2015 wurde bekannt, dass der Film über 1,01 Milliarden Yen, umgerechnet 8,43 Millionen US-Dollar eingespielt und insgesamt über 770.000 Tickets abgesetzt habe.

## Weitere Umsetzungen
Im Juli des Jahres 2015 wurde bekannt, dass zum Film eine Manga-Adaption erscheinen werde, welche sich nach und nach mit den vier Protagonisten beschäftigt. Dieser Manga stellt eine Vorgeschichte zum Film dar und wurde zunächst als Web-Manga veröffentlicht. Später erfolgte eine physische Veröffentlichung.
Am 22. Juli 2017 erschien ein Realfilm in den japanischen Kinos.